# Mary Harris
Mary Harris (Cork u Irskoj, 1. svibnja 1830. ili 1. kolovoza 1837. – 30. studenog 1939.) poznatija kao Mother Jones (Majka Jones), američka krojačica i učiteljica, borkinja za radnička prava i katolička aktivistkinja. Za sindikate je čula od svojega muža Georgea Jonesa, a posebno se je angažirala u Nacionalnome katoličkom socijalnom koncilu.
1835. godine bježi u Toronto, nakon što su Britanci objesili njenog djeda pod optužbom da je sudjelovao u aktivnostima za oslobođenje Irske.